# Heinrich von Leiningen
Heinrich von Leiningen († 18. Januar 1272 wahrscheinlich in Worms) war Kanzler des Heiligen Römischen Reiches. 1254 und 1255 war er faktisch Bischof von Würzburg und – phasenweise nur nominell – von 1245 bis zu seinem Tod Bischof von Speyer.

## Leben

### Herkunft
Heinrich stammte aus dem rheinpfälzischen Adelsgeschlecht der Familie von Leiningen. Er war ein Sohn von Graf Friedrich II. († 1237), dem Stammvater des zweiten Leininger Grafengeschlechts, und dessen Frau Agnes von Eberstein, einer Schwester des Grafen Eberhard IV. von Eberstein und des Speyerer Bischofs Konrad von Eberstein. Der Neffe Friedrich von Bolanden (Sohn seiner Schwester Kunigunde) wurde später sein bischöflicher Nachfolger.

### Amtszeiten Heinrichs in Speyer und Würzburg
Heinrich von Leiningen hatte es schwer, sich faktisch als Bischof zu behaupten. So wurde er zwar am 27. Oktober 1245 als Heinrich II. zum Bischof von Speyer gewählt, erhielt aber weder Bestätigung noch Weihe und wurde zeitweilig gar aus dem Bistum vertrieben. Erst ab 1260 erwähnen ihn Urkunden wieder als Speyerer Bischof. In Würzburg hielt er sich als Bischof 1254 und 1255 auf. Der Konflikt mit seinem dortigen Kontrahenten Iring von Reinstein-Homburg wurde in Verhandlungen zu einem Abschluss gebracht. Aufgrund der Kürze seiner tatsächlichen Amtszeit fehlt Heinrich in vielen Würzburger Bischofschroniken.

### Streit um den Würzburger Bischofsstuhl
Auch wenn nach dem Tod von Hermann I. von Lobdeburg das Domkapitel mit einer schnellen und einstimmigen Wahl von Iring von Reinstein-Homburg als neuem Bischof Tatsachen schaffen wollte, ging dieser Wahl ein Konflikt voraus, der den Amtsantritt und die Weihe Irings erschwerte. Heinrich von Leiningen, ab 1247 als Kanzler von König Wilhelm von Holland unterwegs, sollte mit einem Bistum versorgt werden. Der Abt von Eußertal und der Bischof von Konstanz sollten dies durchsetzen, notfalls auch gegen den Willen des Domkapitels. Aus diesem Grund wurden dem Domkapitel bereits Einschränkungen in der Wahlfreiheit auferlegt. Andere Dokumente, darunter die am 23. Mai 1252 für das gesamte befriedete Deutschland erwirkte Wahlfreiheit, die sich Würzburg am 29. August 1253 explizit nochmals von Papst Innozenz IV. für sich bestätigen ließ, sprechen wiederum für die Rechtmäßigkeit der Wahl. Die Wahl wurde außerdem vom Metropoliten, dem Mainzer Erzbischof Gerhard I. Wildgraf von Dhaun, bestätigt. Zu diesem Zeitpunkt war der Mainzer Erzbischof allerdings selbst exkommuniziert. Papst Alexander IV. akzeptierte schließlich Iring als neuen Bischof. Heinrich von Leiningen gab trotz schwindender Unterstützung nicht auf und vertrieb Iring im Mai 1255 aus Würzburg. Am 4. Januar 1256 entschieden die Kardinäle Hugo von S. Sabina, Richard von SS. Angeli und Petrus von S. Giorgio in Velabro in Anwesenheit Heinrichs und Vertretern des Domkapitels zugunsten von Iring. Dieser befand sich spätestens zum 31. Juli 1256 wieder in Würzburg.

### Heinrich als Bischof von Speyer
In seiner Funktion als Kanzler erscheint Heinrich 1257 im Gefolge des Gegenkönigs Alfons von Castilien, schlug sich aber 1258 auf die Seite von Richard von Cornwall. 1257 unterstützte er die Wahl seines Cousins, Raugraf Eberhard I., zum Bischof von Worms. Nach dem Tod des Mainzer Erzbischofs Gerhard I. empfing er schließlich auch die Bischofsweihe und urkundete seit dem 31. März 1260 als Bischof von Speyer.
Er erscheint 1250 in der Geschichte Deidesheims, das in einer Auseinandersetzung zwischen Heinrich und dem Stauferkönig Konrad IV. niedergebrannt wurde; dieses Ereignis war vermutlich Anlass für den Bau der Burg Deidesheim.
Heinrich starb am 18. Januar 1272, wahrscheinlich in Worms. Sein Grab im Speyerer Dom ist heute nicht mehr vorhanden.

## Wappen
Das fürstbischöfliche Wappen ist üblicherweise geviert. Die Felder des Wappenschildes führen im Wechsel das Familienwappen derer von Leiningen und für die Zeit als Bischof von Speyer das Wappen des Bistums Speyer, ein silbernes Kreuz auf blauem Grund. Das Familienwappen der Grafen von Leiningen sind drei rot-bewehrte silberne Adler (2:1) auf blauem Grund.